# Sixaola
Sixaola je řeka ve Střední Americe, dlouhá 146 km, její povodí zaujímá plochu 509 km². Západní zdrojnice Telire pramení v Kostarice pohoří Cordillera de Talamanca a teče přes provincii Limón k severovýchodu a poté k jihovýchodu, vlévá se do Karibského moře. Východní zdrojnice Yorkin pramení v Panamě. V horní části povodí se v obou státech nachází biosférická rezervace La Amistad. V povodí řeky se pěstuje banánovník. Dolní tok Sixaoly tvoří státní hranici mezi Kostarikou a Panamou, podle dohody z roku 1941 mají obě země právo plavby v jejích vodách. Přes řeku vede železniční most s hraničním přechodem, který však rostoucí dopravě nestačí a plánuje se jeho nahrazení moderní konstrukcí.